# Anatoly Kvochur
Anatoly Nikolaïevitch Kvochur (en russe : Анатолий Николаевич Квочур), né le 16 avril 1952 en RSS d’Ukraine (URSS) et mort le 15 avril 2024 à Joukovski (Russie), est un pilote d'essai soviétique puis russe. Il a reçu les prix Pilote d'essai honoré de l'URSS (1990) et Héros de la fédération de Russie (1992).

## Biographie
Anatoly Kvochur est né le 16 avril 1952 dans le village de Mazurovka, Mohyliv-Podilskyi, dans l'oblast de Vinnytsia de la République socialiste soviétique d'Ukraine.
Il a étudié à l'école militaire supérieure de pilotage V. M. Komarov à Ieïsk, où il a obtenu son diplôme en 1973. Il a commencé à servir en tant que pilote dans le Groupement des forces armées soviétiques en Allemagne. Il a servi pendant deux ans avant d'être libéré des forces armées soviétiques en 1977 avec une recommandation d'admission à l'école de pilotes d'essai Fedotov. Il a obtenu son diplôme en 1978. De 1978 à 1981, il travaille comme pilote d'essai à Komsomolsk-sur-l'Amour, où il teste les avions Su-17 et leurs modifications. Il a également poursuivi ses études à l'Institut d'aviation de Moscou, d'où il est sorti diplômé en 1981.
Il a été transféré au bureau d'études Mikoyan, où il a participé aux essais de plus de 80 types d'avions, dont les MiG-21, MiG-23, MiG-27, MiG-29, MiG-31, ainsi que des missiles air-air et air-sol. Depuis lors, il a participé à de nombreux salons aéronautiques internationaux, présentant des avions russes.

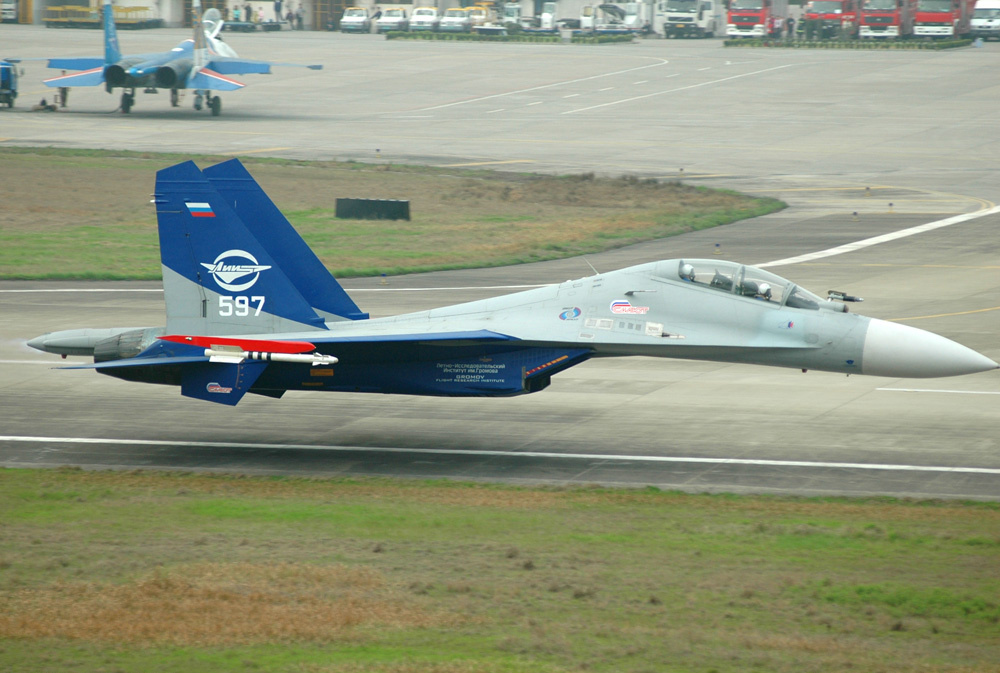
Un Su-30LL démonstrateur de l'armée de l'air russe à l'aérodrome de Zhangjiajie Hehua en Chine. L'appareil, piloté par Anatoly Kvochur, vole très proche du sol (moins d'un mètre) en 2006.

En 1995, Anatoly Kvochur a participé à une démonstration de vol à très longue distance des Su-27PD et Su-27PU Flanker équipés d'une sonde de ravitaillement en vol. Il a dirigé une équipe de voltige, connue sous le nom d'équipe de pilotes d'essai (Lyotchiki-Ispyttahteli), qui comprenait également les pilotes Vladimir Loginovsky et Alexander Garnaev. 
Anatoly Kvocur est décédé à Joukovski (Russie) le 15 avril 2024 à l'âge de 71 ans.

## Accident au salon du Bourget
Anatoly Kvochur a été impliqué dans un accident lors du Salon du Bourget, le 8 juin 1989. Il pilotait un Mikoyan MiG-29 Fulcrum « Blue 303 » monoplace, le dernier avion de combat de l'Union soviétique à l'époque. Alors qu'il effectuait une attaque à basse vitesse et à angle élevé dans le cadre de sa routine, un oiseau a été aspiré dans le turboréacteur à double flux de son moteur droit (risque aviaire), provoquant l'embrasement du moteur. Anatoly Kvochur a immédiatement mis le moteur restant en postcombustion maximale. Cependant, sa vitesse de 180 kilomètres à l'heure (110 mph) était trop faible pour maintenir la stabilité sur un seul moteur. Malgré ses efforts, l'avion en détresse s'est mis à piquer du nez. Anatoly Kvochur réussit à éloigner le MiG de la foule et à s'éjecter 2,5 secondes avant l'impact. Il atterrit à 30 mètres de la boule de feu de l'avion qui s'est écrasé. L'incident a été filmé et figure dans la série de télé-réalité World's Most Amazing Videos (Les vidéos les plus étonnantes du monde).

## Distinctions
- Ordre du Drapeau rouge du Travail (1988)
- Pilote d'essai honoré de l'URSS (8 août 1990)
- Héros de la fédération de Russie (17 novembre 1992)
- Ordre du Mérite pour la Patrie, 3e classe (15 janvier 1998)